# Аксаково (Тюльганский район)
Аксаково — упразднённая деревня в Тюльганском районе Оренбургской области. На момент упразднения входила в состав сельского поселения Благовещенский сельсовет. Исключена из учётных данных в 1999 году.

## География
Располагалась на левом берегу реки Средняя Чебенька выше впадения в неё реки Ишкайка, на расстоянии, примерно, 1,5 километра к северо-востоку от села Благовещенка.

## История
По данным на 1931 год хутор Юденковский состоял из 4 хозяйств. В административном отношении входил в состав Благовещенского сельсовета Каширинского района Средневолжского края.
По данным на 1939 год посёлок Аксаково входил в состав Благовещенского сельсовета Екатериновского района. В посёлке действовал колхоз «Вольный труд».
Распоряжением Главы администрации Оренбургской области от 23 июля 1999 г. № 670-р деревня исключена из учётных данных.

## Население
По данным на 1930 год на хуторе проживало 20 человек, основное население — украинцы.